# Sonya
Sonya ist ein weiblicher Vorname.

## Herkunft und Bedeutung
Der Name ist eine englische Form von Sonja.

## Bekannte Namensträger
- Sonya Bach (* 1981), südkoreanische Pianistin klassischer Musik
- Sonya Cassidy (* 1987), britische Schauspielerin
- Sonya Erasmus (* 1984), ehemalige kanadische Biathletin
- Sonya Friedrich (* 1960), Schweizer Künstlerin (Zeichnung, Plastik, Installationskunst und Baugestaltung)
- Sonya Hartnett (* 1968), australische Schriftstellerin
- Sonya Hunter, US-amerikanische Sängerin
- Sonya Jeyaseelan (* 1976), kanadische Tennisspielerin
- Sonya Kraus (* 1973), deutsche Fernsehmoderatorin
- Sonya Levien (1895–1960), US-amerikanische Drehbuchautorin russischer Herkunft
- Sonya McGinn (* 1973), irische Badmintonspielerin
- Sonya Noskowiak (1900–1975), deutsche Fotografin
- Sonya Walger (* 1974), britische Schauspielerin
- Sonya Winterberg (* 1970),  finnlandschwedische Journalistin, Fotografin und Autorin
- Sonya Yoncheva (* 1981), bulgarische Opernsängerin

## Varianten
- Russisch: Соня (Sonja)
- Ungarisch: Szonja, Szoszka, Szonika, Szoni, Szoszi, Szoszo, Szonici, Szonjus
- Italienisch: Sonia
- Sonja
- Soňa

## Ähnliche Namen
| - Sanja - Sonje - Sontje | - Sunja - Sunje - Sünja | - Sünje - Sinja - Sinje |